# Джоджо Баничанов
Джоджо Христов Баничанов или Банички е български революционер, кайлярски войвода на Вътрешната македоно-одринска революционна организация.

## Биография
Баничанов е роден през 1879 година в кайлярското село Ракита, днес Олимпиада, Гърция. Става нелегален след възстановяването на ВМОРО през есента на 1911 година. Загива в Първата световна война в 1917 година край Поградец, Албания. Според Анастас Симеонов Баничанов загива в 1918 година. Той пише за него:
| „ | Джоджо Банички, решителенъ мѫжъ и преданъ служитель, който бѣ назначен отпосле и като войвода - убитъ презъ общоевропейската война 1918 год. | “ |